# A.S.A. Crew
A.S.A. Crew (エー・エス・エー・クルー) è il primo EP del gruppo musicale giapponese Maximum the Hormone, pubblicato il 29 agosto 1999 dalla Sky.
Si tratta dell'unica pubblicazione registrata con la formazione originaria, prima dell'abbandono del gruppo del chitarrista Sugi e del bassista Key.

## Tracce
1. See the Sea – 1:39
2. Purple Fire Tail – 2:47
3. The Claim of Youth 2 – 2:30
4. Fake – 2:57
5. Shine – 3:50
6. Pineapple – 3:37
7. Lost Crap Your Life – 2:33
8. You Can't Escape – 2:31
9. The Claim of Youth – 3:06
10. Kipo#40 – 2:27
11. Gimme Coke – 1:21

## Formazione
- Daisuke-han – voce
- Sugi – chitarra
- Key – basso
- Nawo – voce, batteria